# Josef Müller (Hotelier)

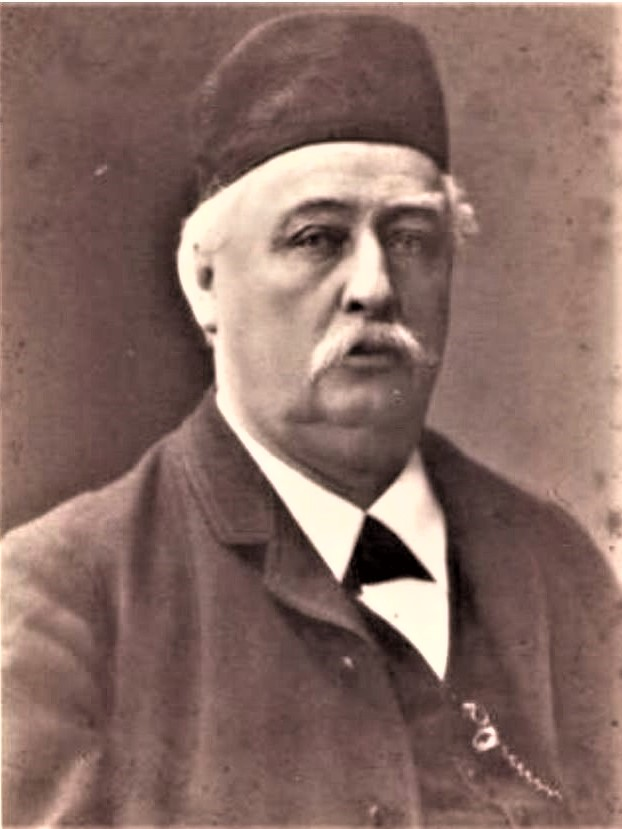
Josef Müller

Josef Müller (* 27. Oktober 1820 in Gersau; † 26. Februar 1897 ebenda, katholisch, heimatberechtigt in Gersau) war ein Schweizer Hotelier und Politiker (Liberale Partei). 

## Biografie
Josef Müller kam am 27. Oktober 1820 in Gersau als Sohn des Balthasar Müller und der Helena geborene Henseler zur Welt. Nach dem Besuch von Schulen in Zug und Freiburg bildete sich Müller im Gastgewerbe weiter.
1841 übernahm er von seinen Eltern das Gasthaus Sonne (heute Restaurant Pauli, ehemaliger Tagsatzungsort der drei alten Orte), 1844 das Hotel Rigi-Scheidegg, das er in drei Etappen, und zwar 1853, 1868 und 1870, erweitern liess. 1872 verkaufte er schliesslich seinen Betrieb an die Regina Montium AG. 1861 erwarb Josef Müller in Gersau das Hotel Drei Kronen, das zwischen 1863 und 1864 in das Hotel Müller (heute Seehotel Riviera) umgebaut wurde. Josef Müller gilt als der Gersauer Hotelpionier des 19. Jahrhunderts.
Er heiratete 1842 Regina geborene Camenzind (Seidenherr). Sie hatten 14 Kinder zusammen. Josef Müller verstarb am 26. Februar 1897 vier Monate nach Vollendung seines 76. Lebensjahres in Gersau.
Der liberale Politiker amtierte auf kommunaler Ebene von 1854 bis 1870 als Bezirksrat, von 1866 bis 1868 als Statthalter sowie von 1868 bis 1870 als Ammann des Bezirks Gersau. Auf kantonaler Ebene gehörte Müller zwischen 1849 und 1896 dem Schwyzer Kantonsrat an.